# 1605 w literaturze
Wydarzenia literackie w 1605 roku.

## Nowe książki
- zagraniczne
  - Miguel de Cervantes - Przemyślny szlachcic Don Kichote z Manczy (część pierwsza)

## Nowe poezje
- polskie
  - Jan Jurkowski - Lutnia na wesele ... Zygmunta III
  - Piotr Zbylitowski - Schadzka ziemiańska

## Nowe dramaty
- zagraniczne
  - Ben Jonson - Sejanus His Fall